# Nathan Allan de Souza
Nathan Allan de Souza, född 13 mars 1996, mer känd som Nathan, är en brasiliansk fotbollsspelare som spelar för Atlético Mineiro.

## Karriär
Den 24 juli 2018 lånades Nathan ut till Atlético Mineiro på ett låneavtal fram till sommaren 2019.